# 基輔羅斯–拜占庭條約 (907年)
首個羅斯–拜占庭條約， 依據往年纪事，是於907年由奥列格對君士坦丁堡作出突襲所引致締結的（參見罗斯-拜占庭战争（907） ）。學者們普遍認為，該文件屬於911年羅斯與拜占庭條約的初步文件。
保存在編年史中的條約文本，開篇有列出基輔羅斯一方當時的簽署代表名錄。在這15個簽名之中，有兩個可能是芬蘭人的名字，而其餘人的就明顯屬古諾爾斯語的名字 （括註內為可證的古诺尔斯语寫法）：Karly ( Karli )、Ingeld ( Ingjaldr )、Farlof ( Farulfr )、Ver /lemud ( Vermu(n)dr ), Rulav ( Rollabʀ ), Stemid/Stemir ( Steinviðr ), Karn ( Karn ), Frelav ( Friðláfr ), Ruar ( Hróarr ), Truan ( Þrándr ), Gudy ( Góði ), Ruald ( Hróaldr ) 和福斯特 ( Fastr )。  
最受矚目的是，該條約列明了在君士坦丁堡內瓦良格商人殖民地的法定地位。文本證明他們曾在聖媽媽區（Saint Mamas）定居。依據約定，瓦良格人是要通過特定門崗進入君士坦丁堡，且不能攜帶武器並由皇家衛隊陪同，每次出入都不能過五十人。他們抵達後必須接受當地皇家部門的登記，以換取半年時間內可獲得食物和月度給養品。
依據記述，條約收尾的（宣誓）部分裡，拜占庭人一方是親吻十字架（為誓），而瓦良格人一方則舉起他們的手臂，援引編年史記述的霹隆和韦莱斯之名為誓。